# جنون البراري

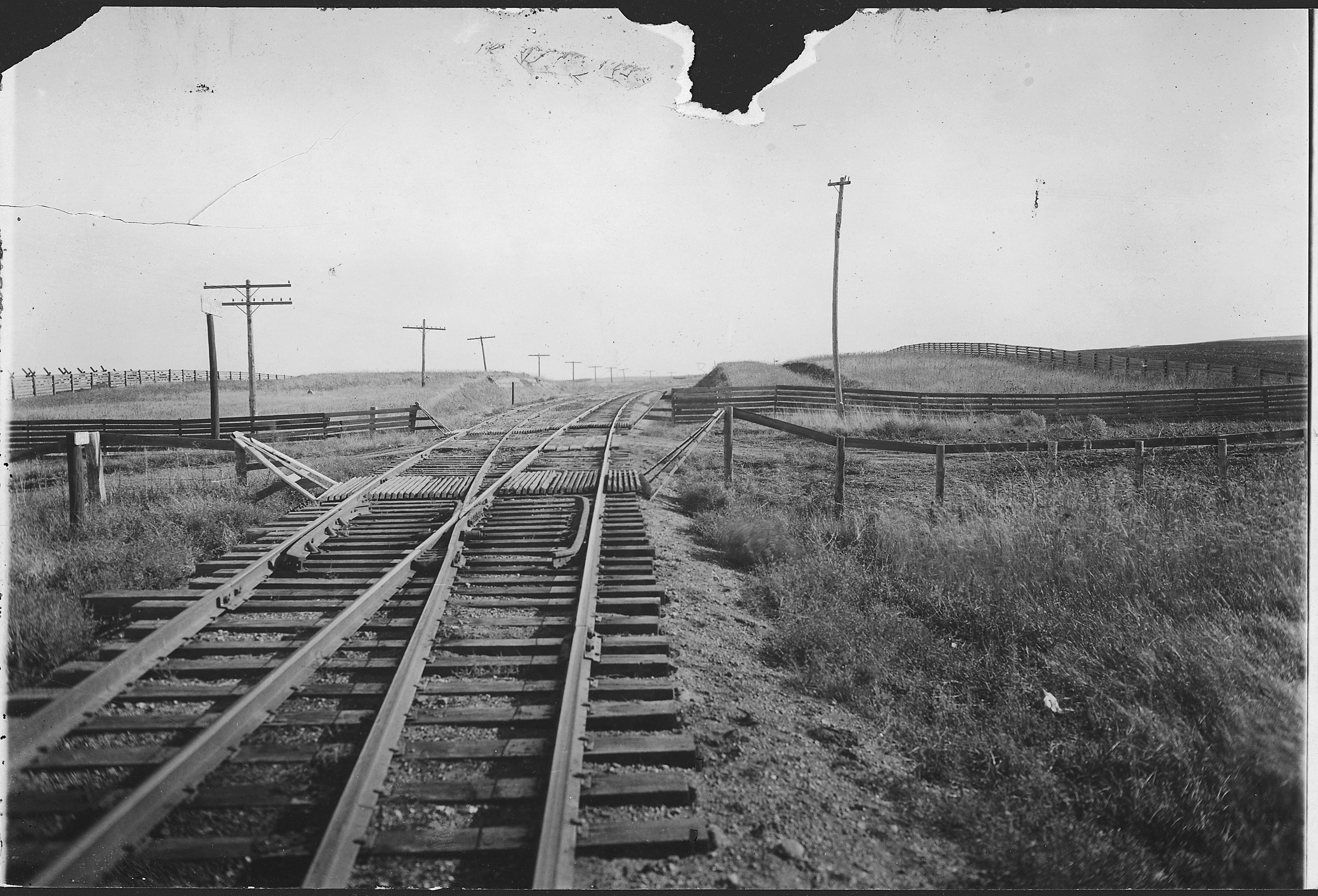
عبور السكك الحديدية مع حراس الماشية في ريف ساوث داكوتا

جنون البراري أو حمى البراري هي حالةٌ أثرت على المستوطنين في السهول العظيمة خلال هجرة واستيطان السهول الكندية والغرب الأمريكي في القرن التاسع عشر. كان المستوطنون القادمون من المناطق الحضرية أو المناطق ذات الاستيطان النسبي في الشرق عرضة لخطر الانهيار العقلي الناجم عن الظروف الصعبة للعيش ومستويات العزلة المتطرفة على السهول. كانت أعراض الجنون البراري تشمل الاكتئاب والانسحاب وتغييرات في الطابع والعادات، والعنف. أدى جنون البراري أحيانًا إلى عودة الشخص المصاب إلى الشرق أو الانتحار في الحالات القصوى.
الجنون البراري ليس حالة سريرية، بل هو موضوع شائع في كتابات الخيال وغير الخيال من تلك الفترة لوصف ظاهرة شائعة إلى حد ما. وقد وصفه يوجين فيرجيل سمالي في عام 1893: "تحدث كمية مرعبة من الجنون في ولايات السهول الجديدة بين الفلاحين وزوجاتهم".

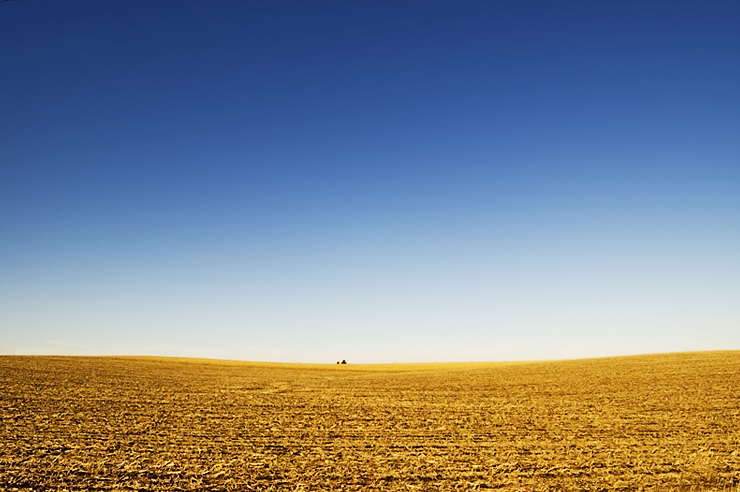
سهول نبراسكا الكبرى

## أسباب
كان الجنون البراري ناتجًا عن العزلة والظروف الصعبة للعيش على السهول. كان مستوى العزلة يعتمد على تضاريس وجغرافية المنطقة. وتأتي معظم أمثلة الجنون البراري من منطقة السهول العظيمة. وكان إحدى التفسيرات لهذه المستويات العالية من العزلة هو قانون الاستيلاء على الأراضي الصادر عام 1862. كان هذا القانون ينص على منح شخص قطعة أرض تبلغ 160 فدانًا إذا كان قادرًا على العيش فيها وإحداث تحسين فيها خلال فترة خمس سنوات. وكانت مزارع قانون الاستيلاء على الأراضي على بُعد لا يقل عن نصف ميل عن بعضها البعض، ولكن غالباً كانت أبعد بكثير. على الرغم من ازدهار الأمم والمجتمعات الأصلية، كان هناك القليل من المستوطنات الأوروبية في السهول وكان على المستوطنين أن يكونوا مكتفين ذاتيًا تمامًا تقريبًا.
كما أن الافتقار إلى وسائل النقل السريعة والمتاحة بسهولة كان سببًا في جنون البراري ؛ كان المستوطنون بعيدين عن بعضهم البعض ولم يتمكنوا من رؤية جيرانهم أو الوصول إلى المدينة بسهولة. (في العديد من المناطق، كانت المدن تقع عادة على طول خطوط السكك الحديدية وعلى بعد 10-20 ميلاً (16-32 كم) - قريبة بما يكفي لجلب سلعهم إلى السوق في غضون يوم واحد، ولكنها ليست قريبة بما يكفي لمعظم الناس لرؤية المدينة على أكثر من أساس نادر. ينطبق هذا بشكل خاص على النساء اللواتي غالبًا ما يُتركن وراءهن للاعتناء بالأسرة والمزرعة أثناء ذهاب الرجال إلى المدينة). أولئك الذين عادوا إلى الساحل الشرقي لم يتمكنوا من زيارة عائلاتهم دون الشروع في رحلة طويلة. كان المستوطنون وحدهم جدا. وتسببت هذه العزلة أيضا في مشاكل تتعلق بالرعاية الطبية ؛ لقد استغرق الأمر وقتًا طويلاً للوصول إلى المزارع لدرجة أنه عندما يمرض الأطفال يموتون كثيرًا. تسبب هذا في الكثير من الصدمات للوالدين، وساهم في جنون البراري.
سبب رئيسي آخر لجنون البراري هو الطقس القاسي والبيئة في السهول، بما في ذلك فصول الشتاء الطويلة الباردة المليئة بالعواصف الثلجية تليها فصول الصيف الحارة القصيرة. بمجرد حلول فصل الشتاء، بدا أن جميع علامات الحياة مثل النباتات والحيوانات قد اختفت. كان المزارعون عالقين في منازلهم تحت عدة أقدام من الثلج عندما ضربت العواصف الثلجية، وستكون العائلات ضيقة في الداخل لعدة أيام في كل مرة. كانت هناك أشجار قليلة، وامتدت الأرض المسطحة لأميال وأميال. تحدث بعض المستوطنين على وجه التحديد عن الرياح التي اندفعت عبر البراري، والتي كانت صاخبة وقوية وغريبة مقارنة بما عاشه المستوطنون في حياتهم السابقة.

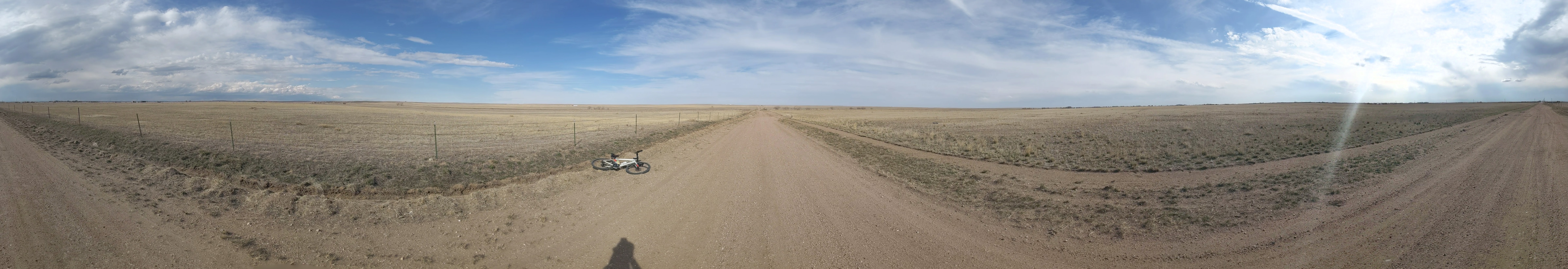
بانوراما مرج شمال كولورادو المسطح. المناظر الطبيعية مقفرة وجافة بين أواخر الصيف (أغسطس) والربيع (أبريل)، لمدة 8 أشهر تقريبًا في السنة.

## عوامل الخطر
ظل الكثيرون مرتبطين جدًا بأسلوب حياتهم في الشرق، وأثارت محاولاتهم لجعل منازلهم الجديدة في الغرب ملتزمة بالطرق القديمة أحيانًا جنون البراري. حاول آخرون التكيف مع أسلوب الحياة الجديد تمامًا، وتخلوا عن الطرق القديمة، لكنهم ما زالوا يقعون ضحية للجنون. كانت بعض آليات التأقلم للهروب من الصدمة العاطفية للانتقال إلى البراري هي الانتقال باستمرار إلى مواقع جديدة، أو العودة إلى الشرق.
كان المهاجرون معرضين بشكل خاص لخطر جنون البراري. فالأسر المهاجرة لا تعاني من العزلة فحسب، بل إن المستوطنين الذين يعيشون في منطقتهم غالبًا ما تكون لهم لغات وعادات مختلفة. على هذا النحو، كان هذا انفصالًا إضافيًا عن المجتمع. كما تضررت عائلات المهاجرين بشدة من جنون البراري لأنهم جاءوا من مجتمعات في أوروبا كانت قرى صغيرة متماسكة للغاية وكانت الحياة في البراري صدمة مروعة لهم.
هناك نقاش بين العلماء حول ما إذا كانت الحالة تؤثر على النساء أكثر من الرجال، على الرغم من وجود توثيق لكلتا الحالتين في كل من الخيال وغير الخيالي من القرن التاسع عشر. ولكل من النساء والرجال مظاهر مختلفة للمرض، وتتجه النساء نحو الانسحاب الاجتماعي ويتجه الرجال إلى العنف.

## أعراض
نظرًا لأن جنون البراري لا يشير إلى مصطلح سريري، فلا توجد مجموعة محددة من أعراض البلاء. ومع ذلك، فإن أوصاف جنون البراري في الكتابة التاريخية والحسابات الشخصية والأدب الغربي توضح ماهية بعض آثار البلاء.
كانت أعراض جنون البراري مماثلة لأعراض الاكتئاب. قيل إن النساء المصابات بجنون البراري تظهر عليهن أعراض مثل البكاء، واللباس القذر، والانسحاب من التفاعلات الاجتماعية. كما ظهر على الرجال علامات الاكتئاب التي تجلت أحيانًا في العنف. لم يكن جنون البراري فريدًا من أنواع الاكتئاب الأخرى، لكن الظروف القاسية في البراري تسببت في هذا الاكتئاب، وكان من الصعب التغلب عليه دون النزول من البراري.
في الحالات القصوى، يؤدي الاكتئاب إلى انهيار عقلي. هذا يمكن أن يؤدي إلى الانتحار. هناك نظريات مفادها أن حالات الانتحار الناجمة عن جنون البراري كانت ترتكبها النساء عادة، ويتم أداؤها بطريقة استعراضية.

## انخفاض
يختفي جنون البراري فعليًا من السجل التاريخي والأدبي خلال القرن العشرين. كان هذا على الأرجح نتيجة لوسائل الاتصال والنقل الجديدة التي نشأت خلال أواخر القرن التاسع عشر وأوائل القرن العشرين. وشملت هذه الزيادة في خطوط السكك الحديدية، واختراع وزيادة استخدام كل من الهاتف والسيارات، والمزيد من التسوية التي أدت إلى «إغلاق الحدود»، كما وصفها المؤرخ الغربي الأمريكي الشهير فريدريك جاكسون تيرنر.